# Pygeum macropetalum
Pygeum macropetalum är en rosväxtart som beskrevs av Emil Bernhard Koehne. Pygeum macropetalum ingår i släktet Pygeum och familjen rosväxter. Inga underarter finns listade i Catalogue of Life.